# République piémontaise
1798–1799
Entités précédentes :
- Principauté de Piémont

Entités suivantes :
- Principauté de Piémont

La République piémontaise est une république sœur de la République française qui a existé du 10 décembre 1798 à juin 1799 sur le territoire du Piémont.

## Histoire
Le 28 avril 1796, avec l'armistice de Cherasco, Victor-Amédée III cède à la France, Nice et la Savoie ainsi que toutes les forteresses. La France du Directoire poursuit pour objectif la réorganisation des États italiens afin de s'assurer le passage des Alpes.
Le 5 décembre 1798, la France déclare la guerre au roi de Sardaigne et le 8 les troupes françaises occupent Turin provoquant la fuite des Savoie en Sardaigne, à Cagliari. Le 10 décembre 1798, la République piémontaise est constituée et est reconnue par le Directoire.
La République piémontaise dure peu : le 20 juin 1799, après une victoire contre la République française à la bataille de la Trebbia, les troupes austro-russes restaurent la monarchie avec Charles-Emmanuel IV.
En juin 1800, Napoléon revient en Italie reconstituant en grande partie l'organisation territoriale et le 20 du même mois la République subalpine naît sur les cendres de ce qui a été la République piémontaise.